# オーディオコメンタリー
オーディオコメンタリー（Audio Commentary）、または音声解説とは、レーザーディスクやDVD-VideoやBlu-ray Disc(BD)などのビデオソフト、テレビの音声多重放送で、その副音声や複数の音声チャンネルに収録される解説や実況中継などの音声プログラムのことである。オーディオコメンタリーの一種である「キャラクターコメンタリー」についても本稿で解説する。

## 概要
特にデジタルテレビやDVD・BDでは、1つの映像ソースに対して複数の音声トラックを用意することが技術的に可能であるので、たとえば日本で発売された洋画のDVD・BDの場合、その複数の音声トラックに通常音声（原語）、吹き替え音声（日本語）、そしてオーディオコメンタリーが割り当てられることが多い。視聴者は画面のメインメニューから音声メニューを呼び出し、これらの音声トラックを随意に選択することが可能である。
一度レーザーディスクやDVD・BDで発売された映画作品が再発される場合、出演俳優や制作スタッフ、あるいはその作品のファンである著名人によるコメンタリートラックが追加設定されることが多い。

## 映画・ドラマ・アニメーション・テレビ番組の場合
音声トラックの割り当て例
- 1チャンネル：原版の音声（原語）
- 次のチャンネル：吹き替え音声（ない場合がある）
- 次のチャンネル：オーディオコメンタリー（ない場合がある）

このチャンネルでは、出演した俳優・声優や作家・監督・脚本家など制作スタッフが、作品を見ながら場面解説や製作当時のエピソードを語り合うスタイルや、1人の話者による解説のスタイル、キャラクターコメンタリー（キャラクターコメンタリー）などがある。

## スポーツやドキュメンタリーの場合
音声トラックの割り当て例
- 1チャンネル：映像収録時の現場の音声（観客の歓声や場内放送、自然音など）[要出典]
- 2チャンネル：アナウンサーによる実況中継、ナレーション[要出典]
- 3チャンネル：出場選手やチーム監督のコメント、評論家の解説[要出典]

このチャンネルでは、スポーツの場合、実際にその試合や競技に出場した選手や監督が当時を振り返りながら、そのプレイの意図などを説明したりする。ドキュメンタリーの場合は、制作スタッフや専門家などが映像を見ながら解説したり、情報を付け加えたりする。

## キャラクターコメンタリー
キャラクターコメンタリーとは主にアニメ作品で使われるオーディオコメンタリーの一種で、登場人物が本編を見ながら語る解説・実況である。こちらは実質的には本編と同尺の脚本を必要とするサウンドドラマであるといえる。著名な事例としては2009年に発売された『化物語』（化物語が日本初というわけではない）のBD・DVDの特典のオーディオコメンタリーが挙げられる。『俺の妹がこんなに可愛いわけがない』限定版では副音声ではなく、本編の画面を見ながら語るキャラの姿を描いた「キャラクターコメンタリー風特典映像」が収録された。

### キャラクターコメンタリーが採用されている作品一覧
- テニスの王子様 Original Video Animation（全国大会篇/全国大会篇 Semifinal/全国大会篇 Final、DVD収録、副音声）
- 〈物語〉シリーズ（化～続終、Blu-ray＆DVD収録、副音声）
- WORKING!!（全期、1期：完全生産限定盤DVDで奇数話のみ収録。Blu-ray BOXでは偶数話も追加して収録、2～3期：完全生産限定盤Blu-ray＆DVDの奇数話のみ収録、副音声）
- バカとテストと召喚獣（1期、Blu-ray＆DVD第2巻収録の第3話のみ収録、副音声）
- 俺の妹がこんなに可愛いわけがない（1期、Blu-ray＆DVD完全生産限定版特典収録、映像）
- ゆるゆり（2期、Blu-ray＆DVD収録、副音声）
- 迷い猫オーバーラン!（Blu-ray＆DVD1巻につき1話のみ収録、副音声）
- カーニバル・ファンタズム（1～3期、Blu-ray＆DVD収録、副音声）
- Angel Beats!（Blu-ray＆DVD収録、副音声）
- まよチキ!（Blu-ray＆DVD収録、副音声）
- これはゾンビですか?（2期、Blu-ray＆DVD限定版収録、副音声）
- きんいろモザイク (アニメ)（1期：Blu-ray＆DVD全話収録、2期：Blu-ray＆DVD一部話収録、副音声）
- 侵略!イカ娘（1期、Blu-ray＆DVD奇数話のみ収録、副音声）
- うたの☆プリンスさまっ♪（1期、Blu-ray＆DVD奇数話のみ収録、副音声）
- 甘城ブリリアントパーク（Blu-ray＆DVD1巻につき1話のみ収録、副音声）
- 魔法少女リリカルなのは The MOVIE 1st（Blu-ray＆DVD収録、副音声）
- たまゆら（OVA、Blu-ray＆DVD収録、副音声）
- おとめ妖怪 ざくろ（DVD第2巻のみ収録、副音声）
- .hack//Quantum（Blu-ray＆DVD収録、副音声）
- ソードアート・オンライン（1～2期、Blu-ray＆DVD完全生産限定版特典に一部話収録、映像）
- 花咲くいろは（Blu-ray＆DVD一部話収録、副音声）
- TARI TARI（Blu-ray＆DVD一部話収録、副音声）
- パパのいうことを聞きなさい!（Blu-ray＆DVD収録、副音声）
- 銀魂メモリアル・ファンディスク（DVD収録、副音声）
- 境界線上のホライゾン（1～2期、Blu-ray＆DVD収録、副音声）
- ノーゲーム・ノーライフ（Blu-ray＆DVD一部話収録、副音声）
- K（2期、Blu-ray＆DVD BOX収録総集編映像、映像）
- Charlotte（Blu-ray＆DVD収録、副音声）
- この素晴らしい世界に祝福を!（1～2期、Blu-ray＆DVD1巻につき1話のみ収録、副音声）
- クビキリサイクル（Blu-ray＆DVD収録、副音声）
- ローリング☆ガールズ（Blu-ray＆DVD収録、副音声）
- ソードアート・オンライン -オーディナル・スケール-（Blu-ray＆DVD完全生産限定版特典収録、映像）
- 宇崎ちゃんは遊びたい（Blu-ray＆DVD一部話収録、副音声）